# Привольненское сельское поселение (Волгоградская область)
Привольненское се́льское поселе́ние — муниципальное образование в Светлоярском районе Волгоградской области Российской Федерации.
Административный центр — посёлок Привольный.

## Население
| 2010  | 2012  | 2013  | 2014  | 2015  | 2016  | 2017  |
| ----- | ----- | ----- | ----- | ----- | ----- | ----- |
| 2474  | ↘2435 | ↘2404 | ↘2344 | ↘2309 | ↘2272 | ↘2244 |
| 2018  | 2019  | 2020  | 2021  |       |       |       |
| ↘2186 | ↘2121 | ↘2086 | ↘2073 |       |       |       |

## Состав сельского поселения
| № | Населённый пункт | Тип населённого пункта          | Население |
| - | ---------------- | ------------------------------- | --------- |
| 1 | Абганерово       | железнодорожная станция         | 850       |
| 2 | Дубовое          | посёлок                         | 16        |
| 3 | Привольный       | посёлок, административный центр | 1608      |

## Транспорт
По территории сельского поселения проходит 20 км железных дорог, 20 км автомобильных дорог с твёрдым покрытием, 45 км грунтовых дорог. По его территории проходит федеральная трасса республиканского значения  Волгоград - Котельниково - Сальск.